# Актогай (Єнбекшиказахський район)
Актога́й (каз. Ақтоғай) — село у складі Єнбекшиказахського району Алматинської області Казахстану. Входить до складу Балтабайського сільського округу.
Населення — 937 осіб (2021; 568 у 2009, 548 у 1999, 481 у 1989).